# Vuarmarens
Vuarmarens es una antigua comuna suiza del cantón de Friburgo, situada en el distrito de Glâne. 

## Historia
El 1 de enero de 1991, la hasta entonces comuna de Morlens fue fusionada con la comuna de Vuarmarens, al igual que el 1 de enero de 2006 la antigua comuna de Esmonts pasó a la jurisdicción de Vuarmarens. El 1 de enero de 2012 la comuna de Vuarmarens fue absorbida por la de Ursy.

## Geografía
La antigua comuna se encuentra situada en la región próxima a los prealpes friburgueses, cerca a las cuencas de los ríos Broye y Glâne. La comuna limitaba al norte con las comunas de Chavannes-sur-Moudon (VD) y Brenles (VD), al este con Siviriez, al sur con Ursy y Rue, y al oeste con Montet (Glâne).